# ساکن برج بلند (مجموعه تلویزیونی)

آمریکا به سه بخش تقسیم شده: بخش ایالات ژاپنی پسیفیک در غرب، بخش نازی رایش بزرگتر در شرق و کوه‌های راکی متحده یا منطقه خنثی در وسط، در ابتدای مجموعه نشان داده می‌شود.

پرچم نازی رایش بزرگتر در آمریکا

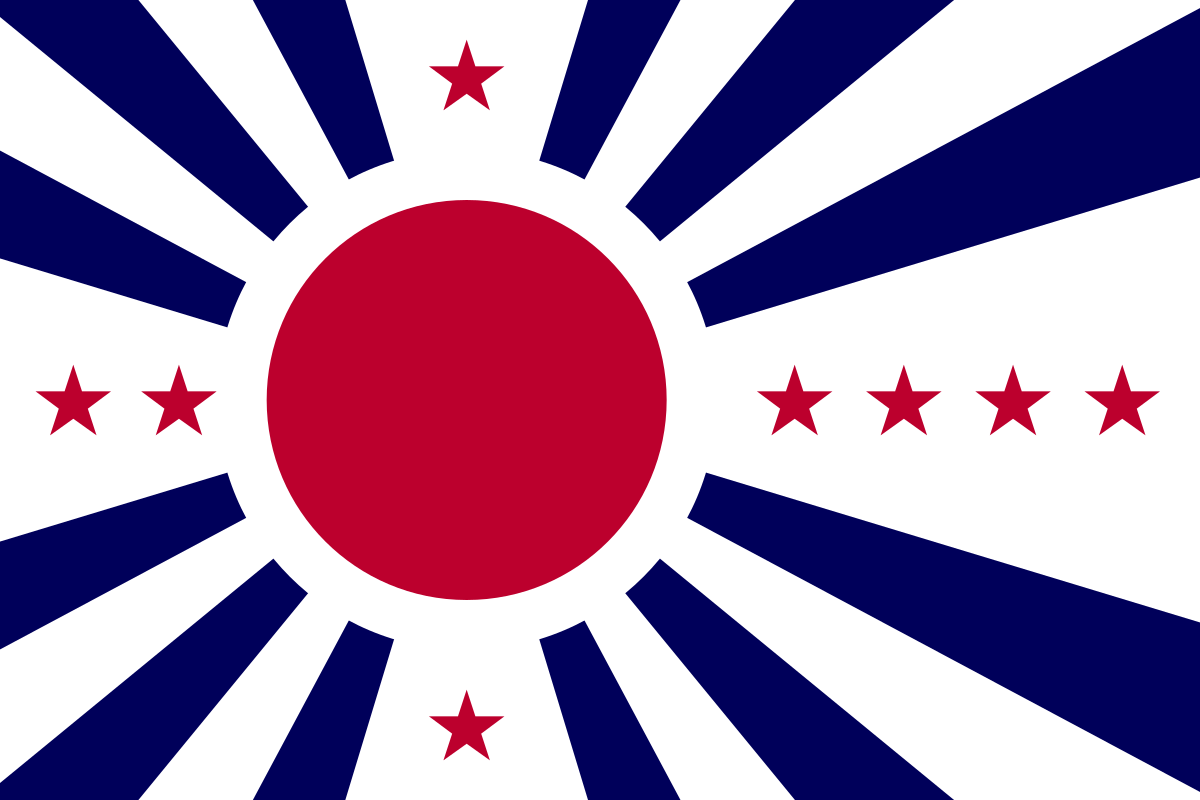
پرچم ایالات ژاپنی پسیفیک در آمریکا

ساکن برج بلند یا مردی در رأس قلعه، عنوان مجموعه تلویزیونی آمریکایی با ژانر تاریخ جایگزین می‌باشد که توسط استودیو آمازون تولید شده است. این سریال بر اساس رمانی به همین نام از نویسندهٔ داستان‌های خیالی، فیلیپ کی. دیک، ساخته شده است.

## خلاصهٔ داستان
این سریال یک داستان تاریخ جایگزین است که در آن نیروهای محور پیروز جنگ جهانی دوم می‌شوند و ایالات متحدۀ آمریکا در پایان جنگ به سه قسمت تقسیم می‌شود: کشور دست‌نشاندهٔ امپراتوری ژاپن در غرب آمریکا با نام ایالات ژاپنی پسیفیک، کشور دست‌نشاندهٔ آلمان نازی در شرق آمریکا با نام نازی رایش بزرگتر و محدودهٔ حایل بین این دو که منطقهٔ بی‌طرف کوه‌های راکی متحده یا منطقهٔ خنثی خوانده می‌شود.